# Голлербах, Эрих Фёдорович
Э́рих Фёдорович Го́ллербах (родился 11 марта [23 марта] 1895 года, Царское Село, Российская империя — умер 4 марта 1942 года, близ Вологды, РСФСР, СССР) — советский историк искусства, художественный и литературный критик, библиограф, библиофил и художник-график.

## Биография
Эрих Голлербах родился 11 (23) марта 1895 года в Царском Селе, в немецкой семье кондитера Фёдора (Теодора) Георгиевича (Егоровича) Голлербаха (1849—1924) и Эмилии Адольфовны Голлербах (урожденной Вунш, ок. 1860—1922), жившей в доме 19 по Московской улице напротив Гостиного Двора (здание более не существует, с середины 90-х до пожара 2011 известно как Царскосельский дом-музей художника В. А. Бантикова) Окончил Царскосельское реальное училище, в 1911 году поступил в Санкт-Петербургский психоневрологический институт на общеобразовательный факультет. В 1912—1918 годах учился на физико-математическом факультете Петербургского университета (прослушал полный курс лекций, но не стал сдавать госэкзамены). Параллельно посещал лекции и семинарии на историко-филологическом факультете.
С 1918 года — научный сотрудник Царскосельской художественно-исторической комиссии, в 1919—1921 годах работал в отделе по охране памятников искусства и старины, в 1921—1924 годах — научный сотрудник Русского музея. С 1923 года заведовал художественным отделом Петроградского отделения Госиздата (ОГИЗа).
Ещё в студенческие годы Голлербах увлекался классической немецкой философией, теорией и историей литературы. Позднее читал лекции по истории искусства, организовывал художественные выставки, выступал с критическими статьями, писал стихи. Был дружен с Н. А. Бердяевым, З. Гиппиус, В. В. Розановым, Г. К. Лукомским. Ряд статей и книг он посвятил любимому Царскому Селу. Свою раннюю книгу «Город муз» (1927) он издал за свой счёт мизерным тиражом, но она вызвала резкую критику за «апологию дворянской культуры» в тяжёлое для советской власти время. Свою книгу Эрих Голлербах украсил собственноручно выполненными графическими силуэтами в традициях «мирискусников». Текст и иллюстрации этой книги относят к течению в русской культуре «серебряного века», условно называемом «царскосельским классицизмом».
«Ни в одной области жизни не дышится так легко и свободно, как в области Искусства», — писал Голлербах в дневнике в конце 1930-х годов. Он не сторонился общественной жизни, был заместителем председателя комиссии по изданию произведений В. И. Ленина (1924—1925), одним из организаторов Общества библиофилов и его председателем. Работал в должности научного сотрудника Ленинградского института книговедения и Института книговедения Украинской Академии Наук, состоял членом Русского общества друзей книги.
Тем не менее, в 1933 году был арестован по обвинению во вредительской деятельности («Дело Иванова-Разумника»), но после недолгого заключения оправдан.
Во время Великой Отечественной войны пережил первую блокадную зиму 1941—1942 года. В марте 1942 года был эвакуирован вместе с женой через Ладожское озеро по Дороге жизни. Когда машина пошла под лёд, ему удалось выбраться из полыньи, а жена спастись не успела. Впавший в депрессию Голлербах скончался от голода по пути в эвакуацию. Похоронен в Вологодской области.

## Печатные труды
Дебютировал в печати в 1915 году в журнале «Северный гусляр» статьёй «Ценность индивидуализма»
- «Чары и таинства. Тетрадь посвящений». Стихи. — П., 1919.
- «В зареве Логоса. Спорады и фрагменты». — Петроград, 1920.
- «В. В. Розанов. Личность и творчество». — П., 1918, П., 1922.
- «История гравюры и литографии в России». — Петроград, 1923.
- «Портретная живопись в России. XVIII век». — М.-Петроград, 1923.
- «Спутник по Петрограду и его окрестностям». — Петроград, 1924.
- «А. Н. Толстой. Опыт критико-биографического исследования». — Л., 1927
- «Графика М. А. Кирнарского». — Л., 1928.
- «Возникновение Ленинградского Общества библиофилов»., (1928 год)
- «А. Я. Головин. Жизнь и творчество». — Л., 1928.
- «Портреты». Стихи. — Л., 1926., 2-е изд. 1930.
- «Город муз» Л.,1927, 2-е изд. — Л., 1930.
- Графика Б. М. Кустодиева / предисл. Ив. Лазаревского. — М.; Л..: Гос. изд-во, 1929. — 68 с.: ил.
- «Диоскуры и книга» (1930 год)
- «Архитектор И. Е. Старов. Жизнь и творчество». — М., 1939.
- «Рерих» (совместно с Вс. Ивановым), Riga: Rēricha Muzejs, 1939.
- Встречи и впечатления СПб.: ИНАПРЕСС, 1998.
- Флейты Осени: Стихотворения. // Рудня—Смоленск: Мнемозина, 2013. — 148 с. (Серия «Серебряный пепел»).
- Дневник 1935—1937 // Русская проза: Литературный журнал. Выпуск В. СПб.: ИНАПРЕСС, 2013. С. 5—135.

Автор ряда искусствоведческих работ:
- История гравюры и литографии в России. — М.-Пг., 1923.
- Статьи и монографии о портретной живописи в России XVIII века, о творчестве Натана Альтмана, Давида Бурлюка, Максимилиана Волошина, Михаила Врубеля, Мстислава Добужинского, Виктора Замирайло, Георгия Нарбута, Анны Остроумовой-Лебедевой, Кузьмы Петрова-Водкина, Николая Рериха, Валентина Серова.

В 1925 году двумя изданиями вышла его книга «Образ Ахматовой». Составил антологию «Царское Село в поэзии».
Оставил богатое литературоведческое наследие — работы об Александре Пушкине, Василии Розанове, Александре Блоке, Акиме Волынском, Михаиле Кузмине, Алексее Толстом, Фёдоре Сологубе.